# Вадим Георгійович Візінг
Вадим Георгійович Візінг (25 березня 1937, Київ — 23 серпня 2017, Одеса) — український математик, відомий завдяки результатам у теорії графів, і особливо через теорему Візінга, у якій стверджується, що ребра довільного графу з максимальним степенем Δ можуть бути розфарбовані не більше ніж Δ + 1 кольорами.

## Біографія
Візінг народився в Києві 25 березня, 1937 року. Його мати була наполовину німкенею, і через це радянська влада примусила його родину переїхати до Сибіру у 1947 році. Після завершення Томського державного університету з математики в 1959 році, він почав навчання в аспірантурі в Інституті математики ім. Стєклова у Москві, з теми наближення функцій, але він покинув аспірантуру у 1962 році не отримавши ступінь. Натомість, він повернувся до Новосибірську, де працював у 1962-68 роках у Російській академії наук і отримав ступінь кандидата у 1966 році. Після перебування на декількох різних посадах, він переїхав до Одеси у 1974 році, де викладав математику протягом багатьох років у Академії харчових технологій.
Результат, відомий зараз як теорема Візінга, опублікований у 1964 році, коли Візінг працював у Новосибірську, стверджує, що ребра довільного графу з не більше ніж Δ ребрами на вершину можуть бути розфарбовані не більше ніж Δ + 1 кольорами. Це продовження роботи Клода Шеннона, який показав, що будь-який мультиграф може мати реберне розфарбування не більше ніж (3/2)Δ кольорами (точна границя, як трикутник із Δ/2 ребрами на сторону потребує таке число кольорів). Хоча теорема Візінга є зараз стандартним матеріалом у багатьох підручниках з теорії графів, Візінг мав спочатку труднощі з опублікуванням цього результату, і його стаття з цим результатом з'являється у маловідомому журналі, Дискретный анализ. Візінг також зробив інші внески до теорії графів та розфарбування графів, включаючи введення спискового розфарбування, формулювання гіпотези тотального розфарбування (досі нерозв'язана), у якій стверджується, що ребра та вершини будь-якого графу можуть бути розфарбовані разом не більше ніж Δ + 2 кольорами, Гіпотеза Візінга (також нерозв'язана) стосується числа домінування декартового добутку графів, і визначення модулярного добутку графів від 1974 року, як спосіб зведення задач ізоморфізму підграфу до знаходження найбільших клік у графах. Починаючи з 1976 року, Візінг припинив роботу в теорії графів і вивчав задачі теорії розкладів натомість, повернувшись до теорії графів знову тільки у 1995 році.